# 水沢信用金庫
水沢信用金庫（みずさわしんようきんこ、英語：Mizusawa Shinkin Bank）は、岩手県奥州市に本店を置く信用金庫である。奥州市と胆沢郡金ケ崎町の各地に店舗を構えている。

## 沿革
- 1949年（昭和24年）
  - 1月 - 水沢信用組合として設立。
  - 7月 - 営業開始。
- 1952年（昭和27年）4月 - 信用金庫法に基づき、水沢信用金庫に改組。

## totoの払い戻し店
スポーツ振興くじ（toto） 当選券の払い戻し店は以下の店舗でのみ取り扱う。
- 本店
- 江刺支店